# 안언학
안언학(安彦學, 1962년 1월 6일 ~ )은 대한민국의 야구 선수로 현역 시절에는 KBO 리그의 MBC 청룡, OB 베어스, 쌍방울 레이더스 소속으로 뛰었다.현재 무역물류회사 대표로 있다.

## 생애
고교 시절에는 투수로, 대학시절에는 야수로서 활동하였다. 1984년 LA 올림픽때엔 국가대표로 선발되어, 유격수와 3루수 겸 4번 타자로 출전했을만큼 공수에서 고른 활약을 했었다.
고려대학교를 졸업하고, MBC에 1차 지명을 받고 입단하였다. 입단 초기에는 투수를 했었지만, 1985년 전기리그 종료 후 MBC의 감독이 김동엽으로 바뀌면서 3루수로 전향하였다.
1986년 11월에 예비군 훈련을 다녀오는 길에 시내버스와 충돌하는 교통사고를 당했다. 같이 타고 있었던 동료 선수인 운전사 김정수는 그 자리에서 숨졌고, 김경표는 얼굴에 부상을, 안언학은 머리를 다치는 부상을 입었다. 이듬해 여름  치료를 끝내고 팀에 복귀했으나, 팀은 기억상실증으로 인해 재기가 불가능할 것으로 판단하여 안언학에게 방출 통보를 했다.
이후 3년 동안 요양하면서 기억상실증을 치료한 뒤 중앙고 은사였던 이광환 감독의 부름을 받아 OB에 투수 연습생으로 입단했으나 팔꿈치 부상으로 인해 다시 방출당했으며   1년 뒤에는 신생팀인 쌍방울 레이더스에 입단, 단 4경기만을 뛰고 다시 방출되었다.
이후 프로야구계를 떠난 안언학은, 현재 물류회사의 대표로 일하고 있다.

## 출신 학교
- 대구중학교
- 중앙고등학교
- 고려대학교

## 통산 기록

### 투수 기록
| 연도      | 소속      | 평균자책 | 경기 | 승 | 패 | 세 | 이닝 | 피안타 | 피홈런 | 4사구 | 탈삼진 | 실점 | 자책점 | 기타 |
| --------- | --------- | -------- | ---- | -- | -- | -- | ---- | ------ | ------ | ----- | ------ | ---- | ------ | ---- |
| 1985      | MBC       | 9.00     | 10   | 0  | 2  | 0  | 15   | 19     | 1      | 11    | 4      | 17   | 15     |      |
| 통산 성적 | 통산 성적 | 9.00     | 10   | 0  | 2  | 0  | 15   | 19     | 1      | 11    | 4      | 17   | 15     |      |

### 타격 기록
| 연도      | 소속      | 타율  | 경기 | 타수 | 안타 | 2루타 | 3루타 | 홈런 | 타점 | 득점 | 도루 | 4사구 | 삼진 | 병살타 | 희생타 | 장타율 | 기타 |
| --------- | --------- | ----- | ---- | ---- | ---- | ----- | ----- | ---- | ---- | ---- | ---- | ----- | ---- | ------ | ------ | ------ | ---- |
| 1985      | MBC       | 0.181 | 42   | 94   | 17   | 2     | 0     | 1    | 6    | 7    | 0    | 12    | 25   | 0      | 2      | 0.234  |      |
| 1986      | MBC       | 0.209 | 84   | 172  | 36   | 7     | 0     | 0    | 14   | 14   | 1    | 15    | 35   | 6      | 4      | 0.250  |      |
| 1991      | 쌍방울    | 0.000 | 4    | 3    | 0    | 0     | 0     | 0    | 0    | 0    | 0    | 0     | 1    | 1      | 0      | 0.000  |      |
| 통산 성적 | 통산 성적 | 0.197 | 130  | 269  | 53   | 9     | 0     | 1    | 20   | 21   | 1    | 27    | 61   | 7      | 6      | 0.242  |      |